# Central nuclear

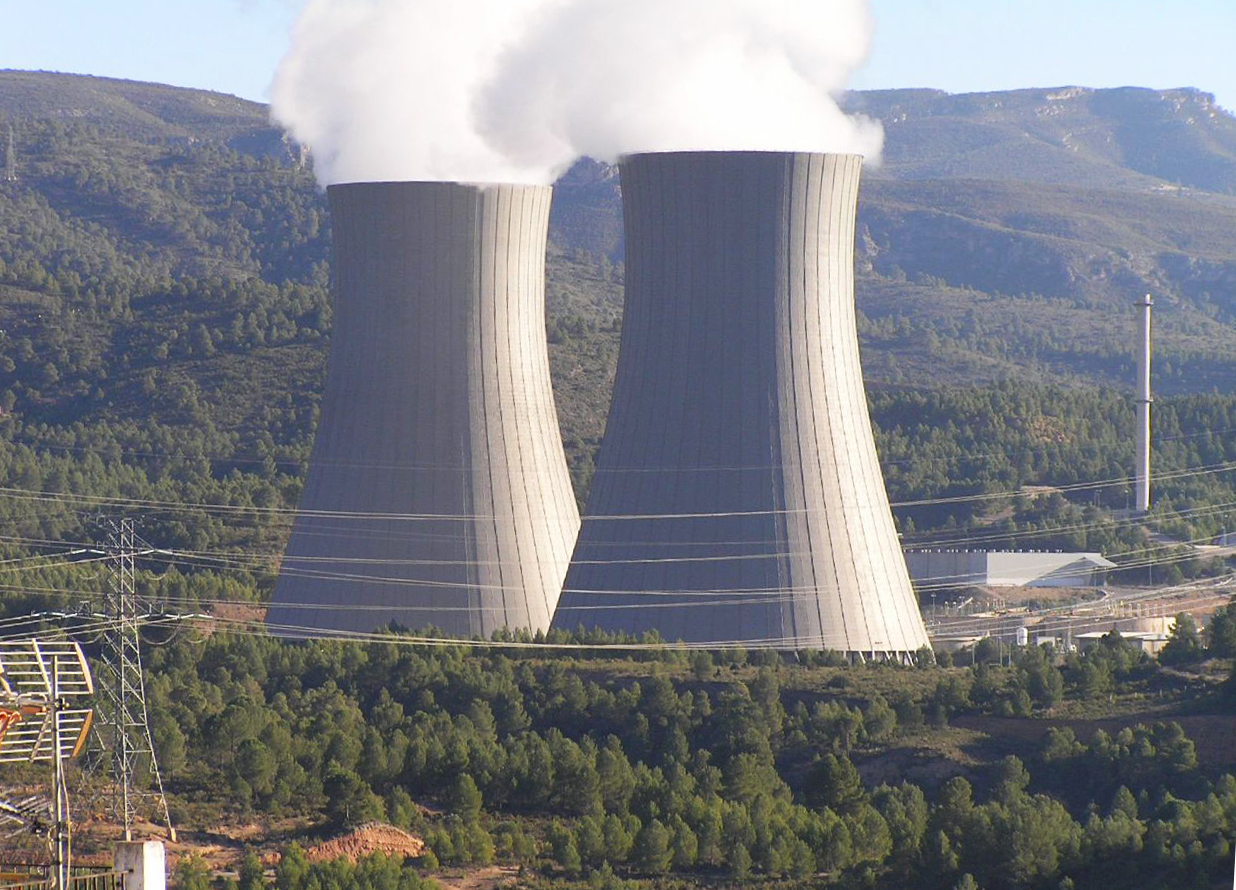
Torres de refrigeración de la central nuclear de Cofrentes, España, expulsando vapor de agua.

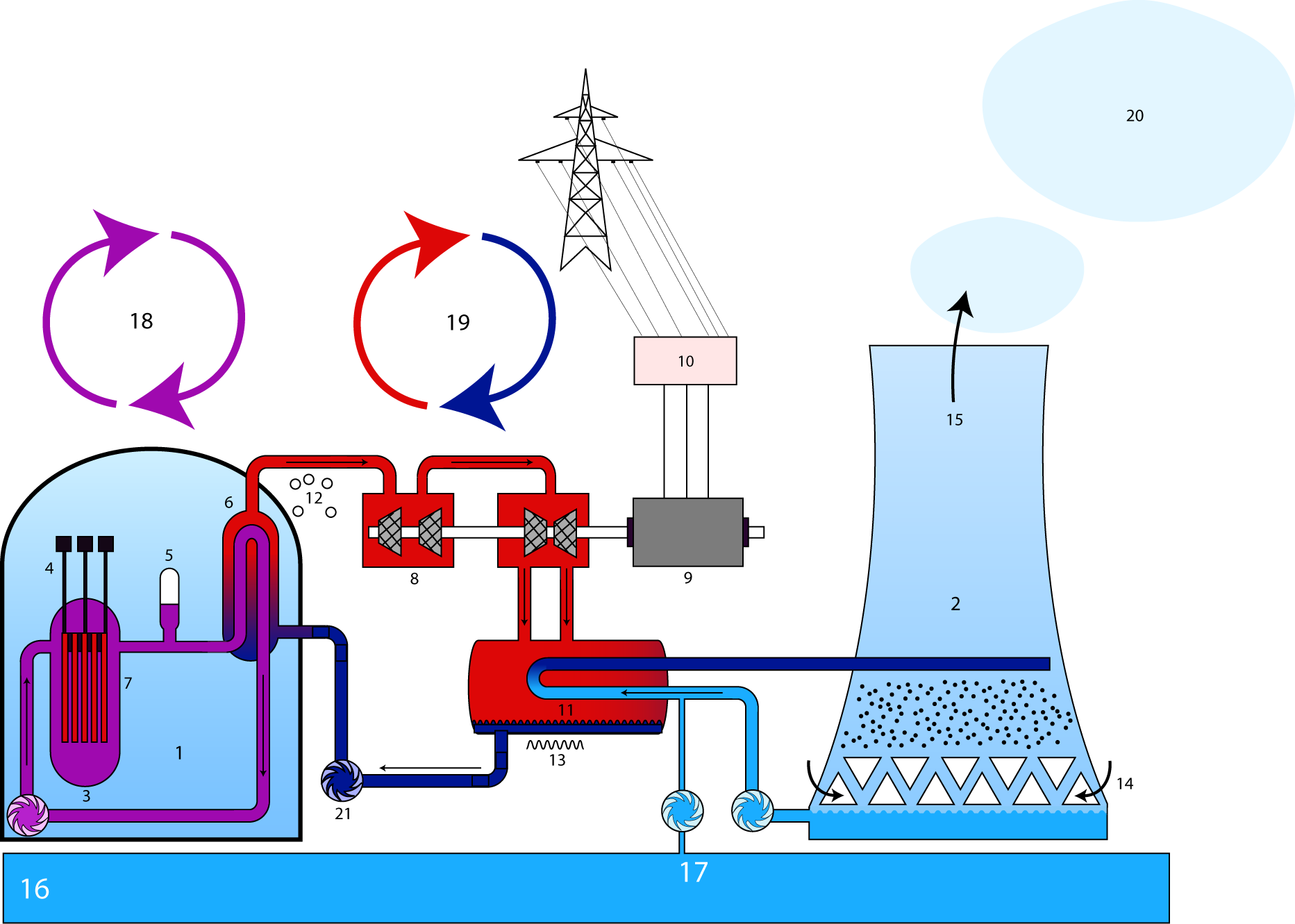
Central nuclear con un reactor de agua a presión. (RAP, PWR en inglés)
1- Edificio de contención.
2- Torre de refrigeración.
3- Reactor.
4- Barras de control.
5- Acumulador de presión.
6- Generador de vapor.
7- Combustible nuclear.
8- Turbina.
9- Generador eléctrico.
10-Transformador.
11-Condensador.
12-Vapor.
13-Líquido saturado.
14-Aire ambiente.
15-Aire húmedo.
16-Río.
17-Circuito de refrigeración.
18-Circuito primario.
19-Circuito secundario.
20-Emisión de aire húmedo (con vapor de agua).
21-Bomba de vapor de agua.

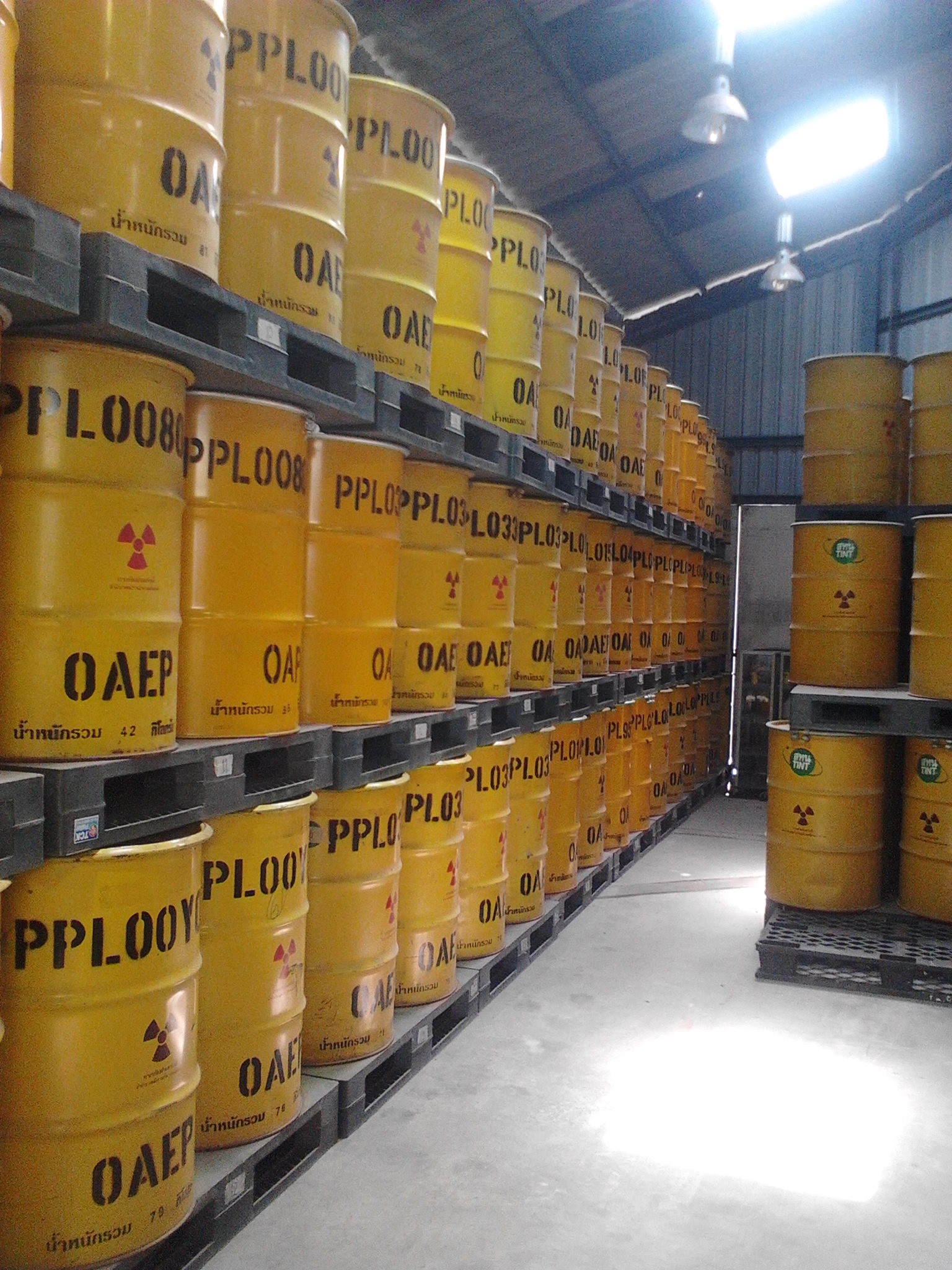
Residuos que contienen material radiactivo.

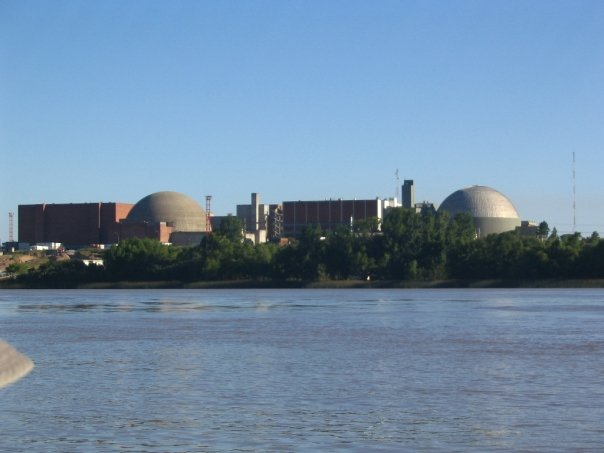
Central Nuclear Atucha en Argentina

Una central térmica nuclear o planta nuclear  es una instalación industrial de combustible nuclear fisionable que mediante reacciones nucleares proporciona calor que a su vez es empleado, a través de un ciclo termodinámico convencional, para producir el movimiento de alternadores que transforman el trabajo mecánico en energía eléctrica. Estas centrales constan de uno o más reactores.
El núcleo de un reactor nuclear consta de un contenedor o vasija en cuyo interior se albergan bloques de un material aislante de la radiactividad, comúnmente se trata de grafito o de hormigón relleno de combustible nuclear formado por material fisible (uranio-235 o plutonio-239). En el proceso se establece una reacción sostenida y moderada gracias al empleo de elementos auxiliares que absorben el exceso de neutrones liberados manteniendo bajo control la reacción en cadena del material radiactivo; a estos otros elementos se les denominan moderadores.
Rodeando al núcleo de un reactor nuclear está el reflector cuya función consiste en devolver al núcleo parte de los neutrones que se fugan de la reacción. 
Las barras de control que se sumergen facultativamente en el reactor, sirven para moderar o acelerar el factor de multiplicación del proceso de reacción en cadena del circuito nuclear.
El blindaje especial que rodea al reactor, absorbe la radiactividad emitida en forma de neutrones, radiación gamma, partículas alfa y partículas beta.
Un circuito de refrigeración externo ayuda a extraer el exceso de calor generado. 

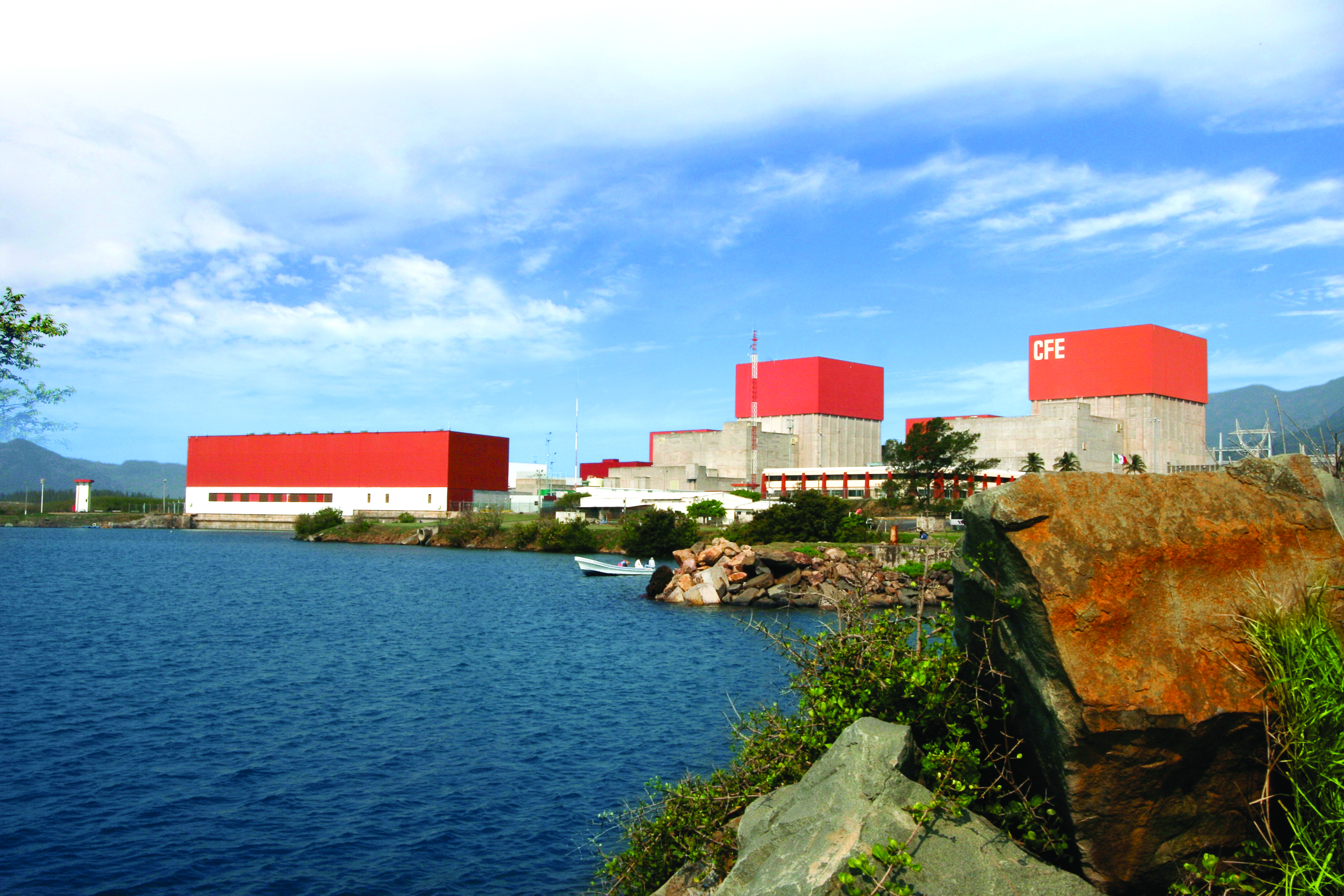
Central Nuclear Laguna Verde, Alto Lucero de Gutiérrez Barrios, México

Las instalaciones nucleares son construcciones complejas por la escasez de tecnologías industriales empleadas y por la elevada sabiduría con la que se les dota. Las características de la reacción nuclear hacen que pueda resultar peligrosa si se pierde su control.

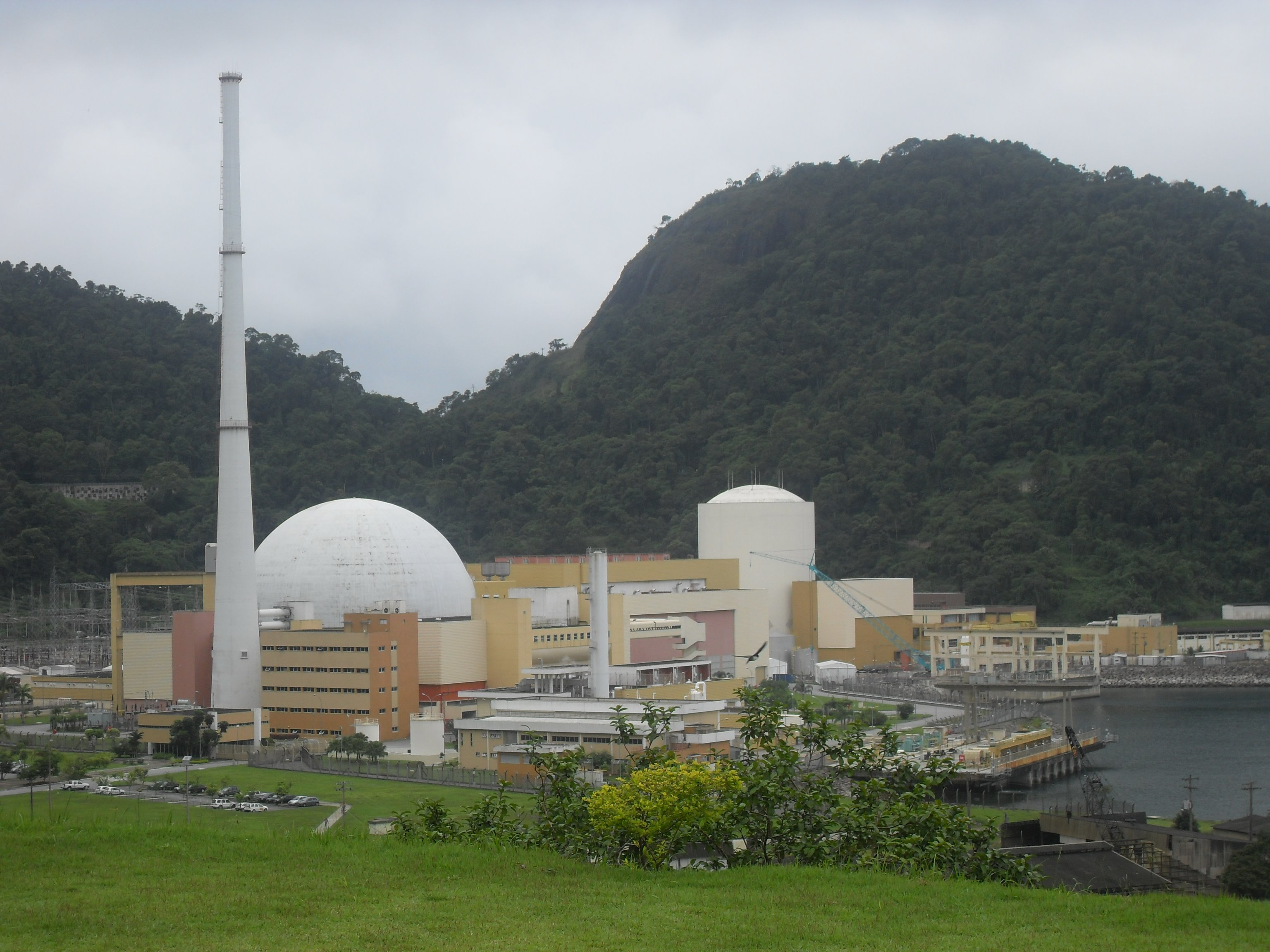
Central nuclear Almirante Álvaro Alberto, Angra dos Reis, Brasil

La energía nuclear se caracteriza por producir, además de una gran cantidad de energía eléctrica, residuos nucleares que hay que albergar en depósitos especializados. Por otra parte, no produce contaminación atmosférica de gases derivados de la combustión que producen el efecto invernadero, ya que no precisan del empleo de combustibles fósiles para su operación.

## Funcionamiento
Las centrales nucleares constan principalmente de cuatro partes:
- El reactor nuclear, donde se produce la reacción nuclear.
- El generador de vapor de agua.
- La turbina de vapor, que mueve un generador para producir electricidad con la expansión del vapor.
- El condensador, un intercambiador de calor que enfría el vapor transformándolo nuevamente en líquido.

El reactor nuclear es el encargado de realizar la fisión de los átomos del combustible nuclear, como uranio, generando como residuo el plutonio, liberando una gran cantidad de energía calorífica por unidad de masa de combustible.
El generador de vapor es un intercambiador de calor que transmite calor del circuito primario, por el que circula el agua que se calienta en el reactor, al circuito secundario, transformando el agua en vapor de agua que posteriormente se expande en las turbinas de vapor, produciendo el movimiento de éstas que a la vez hacen girar los generadores eléctricos, produciendo la energía eléctrica. Mediante un transformador se aumenta la tensión eléctrica a la de la red de transporte de energía eléctrica.
Después de la expansión en la turbina el vapor es condensado en el condensador, donde cede calor al agua fría refrigerante, que en las centrales PWR procede de las torres de refrigeración. Una vez condensado, vuelve al reactor nuclear para empezar el proceso de nuevo.
Las centrales nucleares siempre están cercanas a un suministro de agua fría, como un río, un lago o el mar, para el circuito de refrigeración, ya sea utilizando torres de refrigeración o no.

### Sistema de refrigeración en una central nuclear
El sistema de refrigeración se encarga de que se enfríe el reactor. Funciona de la siguiente manera:
mediante un chorro de agua de 44 600 mg/s aportado por un tercer circuito semicerrado, llamado sistema de circulación, se realiza la refrigeración del núcleo externo. Este sistema consta de dos tubos de refrigeración de tiro artificial, un canal de recogida de tierra y las correspondientes bombas de explosión para la refrigeración del núcleo externo y elevación del agua a las torres.

## Seguridad
Como cualquier actividad humana, una central nuclear de fisión conlleva riesgos y beneficios. Los riesgos deben preverse y analizarse para poder ser mitigados. A todos aquellos sistemas diseñados para eliminar o al menos minimizar esos riesgos se les llama sistemas de protección y control. En una central nuclear de uso civil se utiliza una aproximación llamada defensa en profundidad. Esta aproximación sigue un diseño de múltiples barreras para alcanzar ese propósito. Una primera aproximación a las distintas barreras utilizadas (cada una de ellas múltiple), de fuera a dentro podría ser:
1. Autoridad reguladora: es el organismo encargado de velar que el resto de barreras se encuentren en perfecto funcionamiento. No debe estar vinculado a intereses políticos ni empresariales, siendo sus decisiones vinculantes.
2. Normas y procedimientos: todas las actuaciones deben regirse por procedimientos y normas escritas. Además se debe llevar a cabo un control de calidad y deben estar supervisadas por la autoridad reguladora.
3. Primera barrera física (sistemas pasivos): sistemas de protección intrínsecos basados en las leyes de la física que dificultan la aparición de fallos en el sistema del reactor. Por ejemplo el uso de sistemas diseñados con reactividad negativa o el uso de edificios de contención.
4. Segunda barrera física (sistemas activos): reducción de la frecuencia con la que pueden suceder los fallos. Se basa en la redundancia, separación o diversidad de sistemas de seguridad destinados a un mismo fin. Por ejemplo las válvulas de control que sellan los circuitos.
5. Tercera barrera física: sistemas que minimizan los efectos debidos a sucesos externos a la propia central. Como los amortiguadores que impiden una ruptura en caso de sismo.
6. Barrera técnica: todas las instalaciones se instalan en ubicaciones consideradas muy seguras (baja probabilidad de sismo o vulcanismo) y altamente despobladas.
7. Salvaguardas técnicas.

Además debe estar previsto qué hacer en caso de que todos o varios de esos niveles fallaran por cualquier circunstancia. Todos los trabajadores, u otras personas que vivan en las cercanías, deben poseer la información y formación necesaria. Deben existir planes de emergencia que estén plenamente operativos. Para ello es necesario que sean periódicamente probados mediante simulacros. Cada central nuclear posee dos planes de emergencia: uno interior y uno exterior, comprendiendo el plan de emergencia exterior, entre otras medidas, planes de evacuación de la población cercana por si todo lo demás fallara.

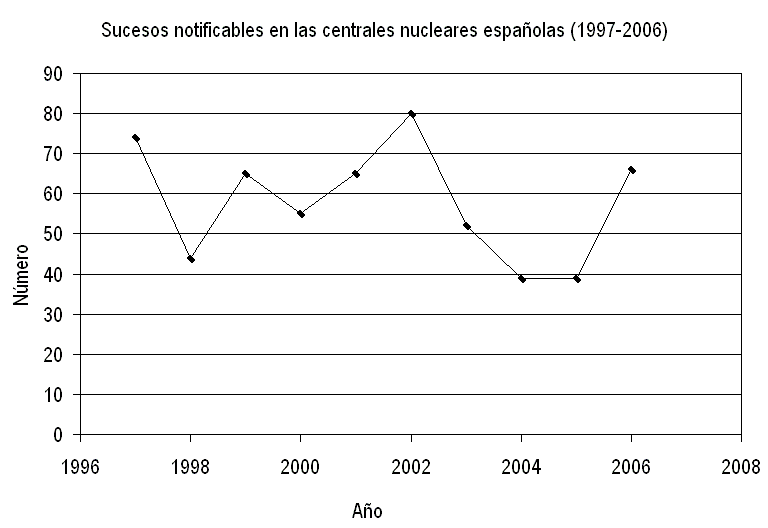
Gráfica con los datos de los sucesos notificados al CSN por las centrales nucleares españolas en el periodo 1997-2006.

Aunque los niveles de seguridad de los reactores de tercera generación han aumentado considerablemente con respecto a las generaciones anteriores, no es esperable que varíe la estrategia de defensa en profundidad. Por su parte, los diseños de los futuros reactores de cuarta generación se están centrando en que todas las barreras de seguridad sean infalibles, basándose tanto como sea posible en sistemas pasivos y minimizando los activos. Del mismo modo, probablemente la estrategia seguida será la de defensa en profundidad.
Cuando una parte de cualquiera de esos niveles, compuestos a su vez por múltiples sistemas y barreras, falla (por defecto de fabricación, desgaste o cualquier otro motivo), se produce un aviso a los controladores que a su vez se lo comunican a los inspectores residentes en la central nuclear. Si los inspectores consideran que el fallo puede comprometer el nivel de seguridad en cuestión elevan el aviso al organismo regulador (en España el Consejo de Seguridad Nuclear (CSN). A estos avisos se les denomina sucesos notificables. En algunos casos, cuando el fallo puede hacer que algún parámetro de funcionamiento de la central supere las Especificaciones Técnicas de Funcionamiento (ETF) definidas en el diseño de la central (con unos márgenes de seguridad), se produce un paro automático de la reacción en cadena llamado SCRAM. En otros casos la reparación de esa parte en cuestión  (una válvula, un aspersor, una compuerta,...) puede llevarse a cabo sin detener el funcionamiento de la central.
Si cualquiera de las barreras falla aumenta la probabilidad de que suceda un accidente. Si varias barreras fallan en cualquiera de los niveles, puede finalmente producirse la ruptura de ese nivel. Si varios de los niveles fallan puede producirse un accidente, que puede alcanzar diferentes grados de gravedad. Esos grados de gravedad se organizaron en la Escala Internacional de Accidentes Nucleares (INES) por el Organismo Internacional de Energía Atómica (OIEA) y la Agencia para la Energía Nuclear (AEN), iniciándose la escala en el 0 (sin significación para la seguridad) y acabando en el 7 (accidente grave). El incidente (denominados así cuando se encuentran en grado 3 o inferiores) Vandellós I en 1989, catalogado a posteriori (no existía ese año la escala en España) como de grado 3 (incidente importante).
La ruptura de varias de estas barreras (no existía independencia con el gobierno, el diseño del reactor era de reactividad positiva, la planta no poseía edificio de contención, no existían planes de emergencia, etc.) causó uno de los accidentes más graves: el accidente de Chernóbil, de nivel 7 en la INES. Por razones similares (el muro de contención de solo 8 metros de altura a pesar de saberse de la presencia de tsunamis de tamaño mayor a 38 metros y la localización de varios sistemas críticos en lugares fácilmente inundables) ocurrió otro accidente grave de magnitud 7: El accidente nuclear de Fukushima I.

## Tipos de centrales nucleares
Existen muchos tipos de centrales nucleares cada una con sus propias ventajas e inconvenientes.
En la actualidad, todas ellas están basadas en la fisión nuclear.
Existen reactores basados en la fusión nuclear, pero en instalaciones experimentales cuyo objetivo no es la producción de energía eléctrica, al contrario que una central nuclear.
Las centrales de fisión se caracterizan fundamentalmente según el tipo de reactor nuclear que tienen instalado y se dividen en dos grandes grupos: por un lado los reactores térmicos y por otro los rápidos. La diferencia principal entre estos dos tipos de reactores es que los primeros presentan moderador nuclear y los últimos no. Los reactores térmicos (los más utilizados en la actualidad) necesitan para su correcto funcionamiento que los neutrones emitidos en la fisión, de muy alta energía, sean frenados por una sustancia a la que se llama moderador, cuya función es precisamente esa. Los reactores rápidos (de muy alta importancia en la generación III+ y IV) sin embargo no precisan de este material ya que trabajan directamente con los neutrones de elevada energía sin una previa moderación.
Los reactores térmicos se clasifican según el tipo de moderador que utilizan, así tenemos:
- Reactores moderados por agua ligera
  - Reactores tradicionales
    - LWR (Light Water Reactor) De diseño occidental
      - PWR (Pressurized Water Reactor)
      - BWR (Boiling Water Reactor)

    - VVER De diseño ruso

  - Reactores avanzados (basados en los anteriores pero con grandes mejoras en cuanto a seguridad)
  - AP1000 (Advanced Pressurized Reactor) Basados en el PWR
  - EPR (European Pressurized Reactor) Basados en PWR
  - ABWR (Advanced Boiling Water Reactor) Basados en BWR
  - VVER 1000 basado en el VVER
- PHWR (Pressurized Heavy Water Reactor) Reactores moderados por agua pesada
  - CANDU (Canadian Natural Deuterium Uranium)
- Reactores moderados con grafito
  - Reactores tradicionales (generalmente refrigerados por gas)
    - RBMK el de Chernóbil refrigerado por agua
    - MAGNOX de diseño inglés
    - GCR (Gas Carbón Reactor) de diseño francés

  - Reactores avanzados
    - AGR (Advanced Gas Reactor) reactor avanzado basado en el GCR
    - HTGR (High Temperature gas reactor) reactor de gas de alta temperatura
    - PBMR (Pebble Bed Modular Reactor)

Por otra parte tenemos los reactores rápidos, todos ellos avanzados, conocidos como FBR (en inglés: fast breeder reactors):
- Refrigerados por metales líquidos
  - Sodio
  - Plomo
  - Plomo-bismuto

## Centrales nucleares en España
Centrales nucleares en España:

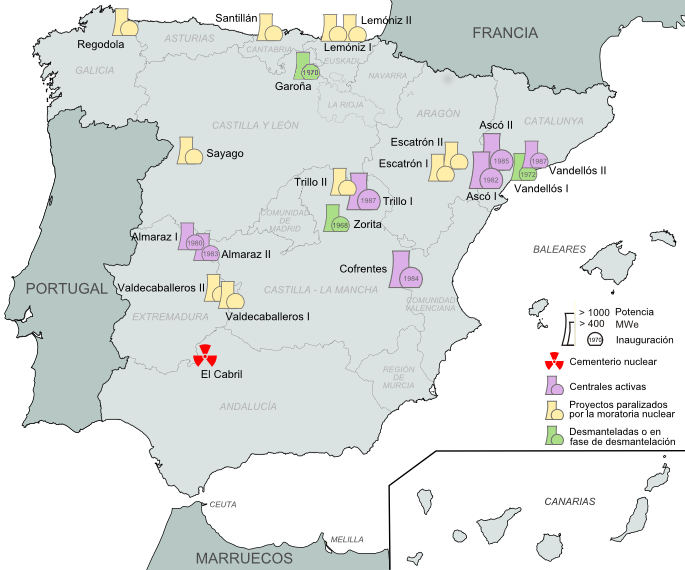
Instalaciones nucleares en España.

- Almaraz I. Situada en Almaraz (Cáceres). Puesta en marcha en 1980. Tipo PWR. Potencia 980 MW. Su refrigeración es abierta al embalse artificial (creado para ese fin) de Arrocampo.

- Almaraz II. Situada en Almaraz (Cáceres). Puesta en marcha en 1983. Tipo PWR. Potencia 984 MW. Su refrigeración es abierta al embalse artificial (creado para ese fin) de Arrocampo.

- Ascó I. Situada en Ascó (Tarragona). Puesta en marcha en 1982. Tipo PWR. Potencia 1032,5 MW.

- Ascó II. Situada en Ascó (Tarragona). Puesta en marcha en 1985. Tipo PWR. Potencia 1027,2 MW.

- Cofrentes. Situada en Cofrentes (Valencia). Puesta en marcha en 1984. Tipo BWR. Potencia 1097 MW.

- Vandellós II. Situada en Vandellós (Tarragona). Puesta en marcha en 1987. Tipo PWR. Potencia 1087,1 MW.

- Trillo. Situada en Trillo (Guadalajara). Puesta en marcha en 1987. Tipo PWR. Potencia 1066 MW.

Proyectos abandonados. Moratoria nuclear:

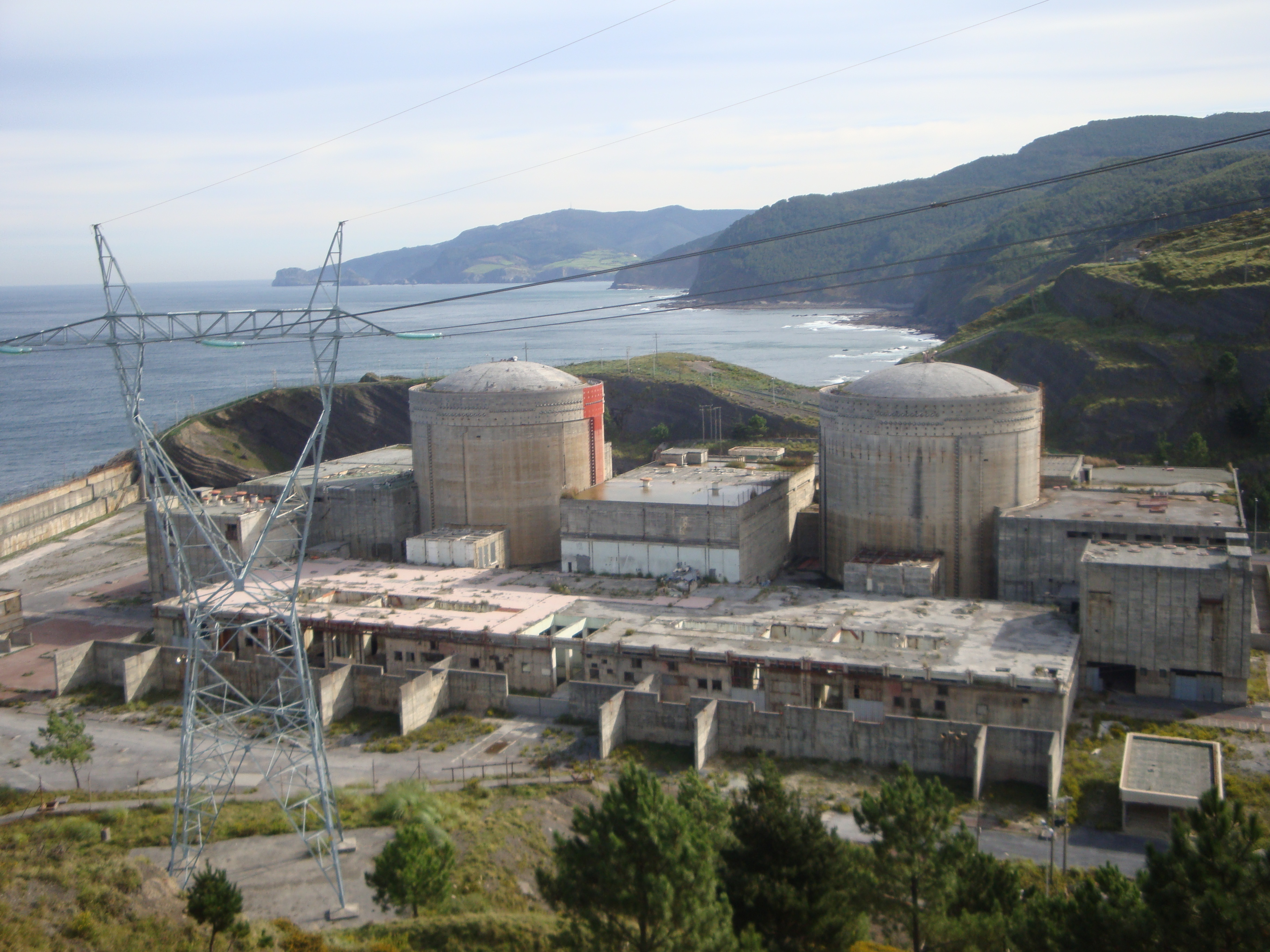
La abandonada Central nuclear de Lemóniz en 2009.

- Lemóniz I y II (Vizcaya). Se canceló en una etapa muy avanzada de construcción debido a un atentado terrorista.[10]
- Valdecaballeros I y II (Badajoz). Construcción cancelada.
- Sayago (Zamora). Movimiento de tierras.
- Trillo II (Guadalajara). Sin iniciarse las obras.
- Escatrón I y II (Zaragoza). Sin iniciarse las obras.
- Santillán (Cantabria). Sin iniciarse las obras.
- Regodola (Lugo). Sin iniciarse las obras.

Centrales desmanteladas, en proceso de desmantelamiento o paradas definitivamente por expiración de licencia:
- Vandellós I. Situada en Vandellós (Tarragona). Puesta en marcha en 1972. Clausurada en 1989 por accidente. Potencia 480 MW.
- José Cabrera. Situada en Almonacid de Zorita (Guadalajara). Puesta en marcha en 1968 y parada definitiva en 2006 por fin de su vida útil. Tipo PWR. Potencia 160 MW.
- Santa María de Garoña. Situada en Garoña (Burgos). Construida entre 1966 y 1970. Puesta en marcha en 1970. Tipo BWR. Potencia 466 MW. Su refrigeración era abierta al río Ebro. Cese de actividad en diciembre de 2012 y expiración de licencia en julio de 2013.

## Centrales nucleares en América Latina

### Centrales nucleares en Argentina
- Atucha I. Situada en la ciudad de Lima, partido de Zárate, distante a 100 km de la ciudad de Buenos Aires, Provincia de Buenos Aires. Tipo PHWR. Potencia 335 MW. Inaugurada en 1974, fue la primera central nuclear de Latinoamérica destinada a la producción de energía eléctrica de forma comercial.
- Atucha II. Situada en la ciudad de Lima, partido de Zárate, distante a 100 km de la ciudad de Buenos Aires, Provincia de Buenos Aires. Tipo PHWR. Potencia: 745 MW. Inaugurada en 2011.
- Embalse. Situada en Embalse, Provincia de Córdoba. Tipo PHWR. Potencia 648 MW. Inaugurada en 1984.

Centros Atómicos:
- Centro Atómico Bariloche
- Centro Atómico Constituyentes
- Centro Atómico Ezeiza
- Complejo Tecnológico Pilcaniyeu
- Complejo Minero Fabril San Rafael (enlace roto disponible en Internet Archive; véase el historial, la primera versión y la última).

### Centrales nucleares en Venezuela
- Reactor nuclear RV-1 en Alto de Pipe, Miranda, Venezuela. Inaugurada en 1960. Fue el primer reactor nuclear latinoamericano, dejó de funcionar en 1991 bajo el mandato de Carlos Andrés Pérez. En 2001 el gobierno de Hugo Chávez aprobó un plan de reconversión "Reversible" que permitió utilizar las instalaciones esta vez bajo lo que se denominó como "Planta de Esterilización por Rayos Gamma PE-GAMMA" a un costo 2,1 millones de dólares. La transformación implicó la construcción de infraestructura adicional para el funcionamiento de la planta.

### Centrales nucleares en México
- Laguna Verde I en Punta Limón, Veracruz, México. Inaugurada en 1989. Potencia: 805 MW.
- Laguna Verde II en Punta Limón, Veracruz, México. Inaugurada en 1995. Potencia: 805 MW.

Centros Atómicos:
- Centro Nuclear Dr. Nabor Carrillo Flores en Ocoyoacac, Estado de México, México. Inaugurado en 1968.

### Centrales nucleares en Brasil
- Central nuclear Almirante Álvaro Alberto: se ubica en la Praia de Itaorna en Angra dos Reis, Río de Janeiro, Brasil, está formada por dos reactores de agua presurizada (PWR): ** Angra I, con una potencia de salida neta de 626 MW, que fue el primero que se conectó a la red en 1982
  - Angra II, con una potencia de salida de 1275 MW, conectado en 2000.

## Historia del uso civil de la energía nuclear

### Centrales nucleares: presente y pasado
Analizando la evolución del número de centrales nucleares en el mundo durante las últimas décadas, podemos hacer un análisis del cambio de mentalidad de los países ante este tipo de energía. Incluso, se puede decir que a través del número de centrales nucleares podemos leer los acontecimientos que han marcado estos últimos 60 años.
- 1.er Periodo: la primera central nuclear que se construyó fue en la extinta URSS en 1954, siendo el único país con una central de estas características, hasta que en 1957, Reino Unido construyó dos centrales. En estos primeros años de funcionamiento de las centrales nucleares, los países toman con cautela su implantación, debido en gran medida a la asociación de la energía nuclear con el uso militar que se le dio durante la Segunda Guerra Mundial. Ya en este primer periodo se produjeron accidentes como los de Mayac (Rusia), que produjo la muerte de más de 200 personas, y Windscale (Reino Unido), que contaminó una zona de 500 km², los cuales no salieron a la luz hasta años más tarde, favoreciendo la proliferación de estas centrales.

- 2.º Periodo: se abre una segunda época, donde la crisis del petróleo hizo que muchos países industrializados apostaran por este tipo de tecnología dentro de sus planes de desarrollo energético, los gobiernos vieron en la energía nuclear un sistema de producir energía eléctrica a un coste menor, y que en principio, era menos agresivo para el medio ambiente que otros sistemas. Ello explica que desde el año 1960, donde el total de centrales era de 16 en todo el mundo, se pasara a 416 en 1988. Esto supuso un crecimiento exponencial en esos 28 años, que arroja una media de apertura de 15 centrales al año en todo el mundo. Estos datos se distancian muchos del último periodo.

- 3.º Periodo: hechos como el de Three Mile Island (EE. UU.) en 1979, donde se emitió una gran cantidad de gases radiactivos, y sobre todo del mayor desastre nuclear y medioambiental de la historia, Chernóbil, hizo que la confianza que se le tenía hasta entonces no se recuperara jamás. En el accidente de Chernóbil (Ucrania) el 26 de abril de 1986, se expulsó una cantidad de materiales radiactivos y tóxicos 500 veces mayor que la liberada por la bomba atómica arrojada en Hiroshima en 1945. Causó directamente la muerte de 31 personas y forzó al gobierno de la Unión Soviética a la evacuación de 116.000 personas provocando una alarma internacional al detectarse radiactividad en, al menos, 13 países de Europa central y oriental. Según estudios realizados, se habla de más de 200 000 muertes por cáncer relacionadas con el accidente, y de una zona donde la radiactividad no desaparecerá hasta pasados 300 000 años. Los gobiernos y sobre todo, el pueblo, perdieron gran parte de la confianza depositada en el uso de esta energía, veían en el uso de la energía nuclear un verdadero peligro para su salud, y se abría el debate sobre si su uso es necesario. Los efectos en el número de apertura de centrales no tardaron en llegar, y desde ese año de 1986 ese número fue mucho menor respecto al periodo anterior. A esto se le añade que se endurecieron las medidas de seguridad para las centrales, haciendo que el coste final de la producción eléctrica se multiplicara. Así, desde 1988 a 2011 el número de centrales nuevas es de 27, dando como media de poco más de una central por año. Llamativo es el hecho de que las grandes potencias, salvo Japón, a partir de ese accidente abandonaron la creación de nuevas centrales, o incluso redujeron su número, y solo países de una menor entidad mundial han seguido con la práctica nuclear.

Hoy día hay 444 centrales nucleares en el mundo que suponen el 17 % de la producción eléctrica mundial. El país que más tiene en la actualidad es EE. UU. con 104, pero más sorprendente son las 58 centrales de Francia, más de la mitad que EE. UU. con casi 15 veces menos superficie. Aunque Japón no se queda nada lejos con 54 (aunque actualmente no están en funcionamiento por el cese decretado por el gobierno como consecuencia del accidente de Fukushima), o Corea del Sur con 21 en menos de 100 000 km². Actualmente España cuenta con 7 reactores nucleares. El accidente en la central de Fukushima ha recordado fantasmas del pasado, otorgándole al debate nuclear una candente actualidad.